# Lepthercus dregei
Lepthercus dregei är en spindelart som beskrevs av William Frederick Purcell 1902. Lepthercus dregei ingår i släktet Lepthercus och familjen Nemesiidae. Inga underarter finns listade i Catalogue of Life.